# Muskeln, Gold, Bass & Bier
Muskeln, Gold, Bass & Bier ist das zweite Solo-Album des Rappers Corus 86. Das Album erschien am 6. Oktober 2006 über das von DJ Reckless neu gegründete Label Reckless Records.
Corus 86, der ursprünglich aus Braunschweig kommt und sich heute im Berliner Umfeld bewegt, bezeichnet sich selbst als Proll und Muskelprotz. Die Mehrzahl der Tracks haben Battletexte, die in der Tradition des Competitiongedankens der Hip-Hop-Kultur stehen. Ein imaginärer Gegner wird beleidigt und „gebattelt“, die eigene Crew wird hochgehoben. 

## Titelliste
1. Muskeln, Gold, Bass & Bier – 3:32
2. Mein Rap ist hart – 3:22

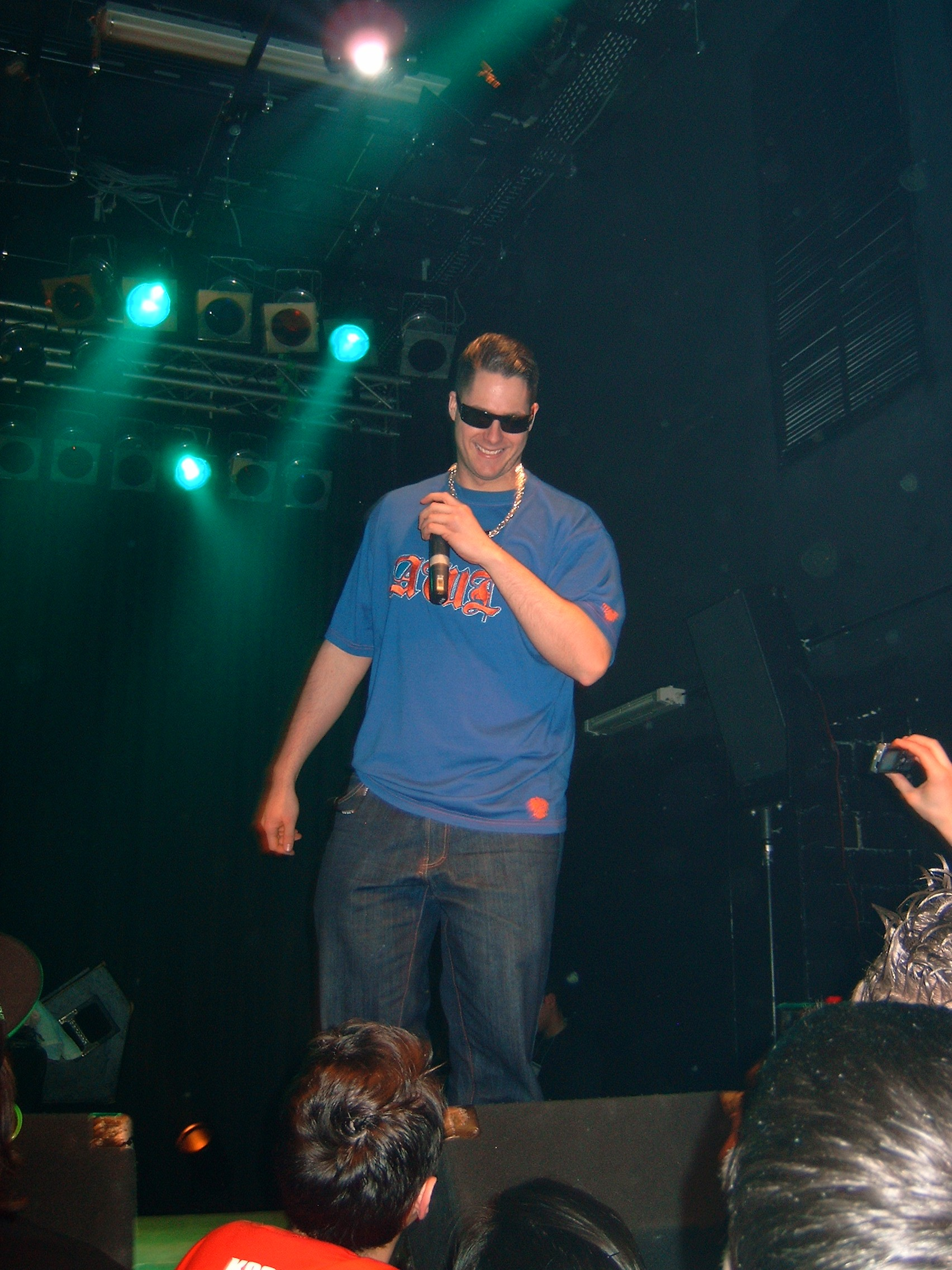
Corus 86 im April 2008 im Werkhof in Hagen

3. Shake die Titten (mit Frauenarzt) – 3:55
4. Muskelberg – 3:42
5. Wippt wie die Irren (mit Mega Mix Mike) – 3:55
6. Jungs im Viertel – 4:14
7. Geto Musik (Anspielung auf Geto Boys) – 4:15
8. Purer Bass – 3:32
9. Zündet alles an – 4:30
10. Flammen & Chrom – 3:45
11. Jetzt gibt's Stress – 3:52
12. 1, 2, Schlägerei – 3:42
13. Ich bin ein Proll – 4:13
14. Pump dich auf (mit Bass Prolet & Reckless) – 3:42
15. Schmeiß die Flaschen durch den Club (mit Frauenarzt, Chucky & Manny Marc) – 4:26
16. Gin Tonic – 1:25

## Produktion
Muskeln, Gold, Bass & Bier wurde vollständig von dem Berliner Hip-Hop-Musiker DJ Reckless produziert.

## Illustration
Das Cover zeigt Corus 86 im typischen Proll-Klischee und den Albumtitel als Aufschrift. Im Hintergrund kann man einen Lautsprecher erkennen, dessen Box kurz davor ist zu brechen. Dies soll andeuten, dass die Musik laut und der Bass sehr tief ist. 

## Kritik
Muskeln, Gold, Bass & Bier wurde von der Redaktion des Hip-Hop-Magazins Juice mit 3,5 von möglichen 6 „Kronen“ ausgezeichnet. Zusammenfassend wird der Tonträger dabei als „absoluter Knaller“ bezeichnet. Der Titel des Albums umschreibt aus Sicht der Redaktion das, was auf den 16 Stücken thematisiert wird. Die Refrains der Titel sind aus Sicht des Magazins „mitgöhlfähig und machen auf eine herrlich simple Art Spaß.“ Außerdem wird die in den Liedern vermittelte Partystimmung durch die Beiträge von Frauenarzt, Manny Marc, Chuky und Bass Prolet unterstützt.